# Histoire politique de la France
Pour des articles plus généraux, voir Histoire politique, Politique en France et Histoire de France.
 (décembre 2024).

## Quatrième République
L'histoire de la France sous la Quatrième République est la période de l'histoire de France s'étendant entre 1946, année d'adoption de la Quatrième République et 1958, lors du passage à la Cinquième République.
Avant même l’instauration de la Quatrième République, le Gouvernement provisoire de la République française, issu de la Libération, prend des mesures sociales : il accorde le droit de vote aux femmes et crée la sécurité sociale en 1945, puis met en place les allocations familiales en 1946. Sur le plan économique,  il procède aussi à de massives nationalisations dans les secteurs de la banque, de l’assurance, de l’énergie, de l’industrie et du transport.

## Cinquième République
L’Histoire de la France sous la Cinquième République correspond à l'Histoire actuelle de la France. Lors du référendum du 28 septembre 1958, la nouvelle constitution est adoptée, et la Cinquième République officiellement proclamée le 4 octobre 1958.
Dans ce régime politique régime semi-présidentiel, le pouvoir exécutif est détenu essentiellement par le président de la République et qu'il partage avec le Premier ministre et le gouvernement qu'il a nommé. C'est un régime politique typiquement français car très rare dans le monde ; ce régime a la réputation d'être à la fois très stable et très souple.
Charles de Gaulle, élu président de la République le 21 décembre 1958, réélu en 1965 face à François Mitterrand, demeure président jusqu'en 1969, date à laquelle l'ancien premier ministre Georges Pompidou lui succède. Les gouvernements successifs appliquaient généralement le programme gaulliste d'indépendance nationale, de modernisation d'une manière interventionniste, avec des élections libres, mais l'État avait le monopole et le contrôle des émissions de radio et des émissions de télévision et cherchait à imposer son point de vue[réf. nécessaire] sur l'actualité. La politique sociale de De Gaulle était foncièrement conservatrice.
À la mort de ce dernier en 1974, Valéry Giscard d'Estaing, candidat de centre-droit, est élu chef de l'État face à François Mitterrand, candidat de l'Union de la gauche. La période de la fin des années 1960 et du début des années 1970 sont notamment marquées par Mai 68, une série de grèves de travailleurs et de révoltes d'étudiants, et par la fin des Trente Glorieuses. 
En 1981, François Mitterrand est élu président de la République, battant le chef de l'État sortant Valéry Giscard d'Estaing et ramenant la gauche au pouvoir pour la première fois depuis la Quatrième République. En 1981, François Mitterrand est élu avec un programme de réformes de grande envergure, le Programme commun. Après s'être assuré une majorité au parlement à l'issue des élections législatives de la même année, son gouvernement mena un programme de réformes économiques et sociales. En 1983, la forte inflation et la crise économique menent à un revirement de la politique économique, connue sous le terme de « tournant de la rigueur » – le gouvernement de gauche s'est alors engagé dans des réformes de politique fiscale et de contrôle des dépenses, et de privatisation des principales banques françaises. Bien que la majorité des nationalisations aient été annulées dès 1984, ou par les gouvernements suivants (de gauche comme de droite), les réformes sociales entreprises ont été maintenues. En politique, le Parti communiste français entame un long déclin, tandis que le Front national constitue, à l'extrême droite, une nouvelle force. Après deux années de cohabitation durant lesquelles il doit travailler avec Jacques Chirac comme premier ministre, François Mitterrand est réélu en 1988 face à ce dernier. La persistance de problèmes sociaux, et notamment du chômage, entraînent en 1993 une nouvelle cohabitation, avec Édouard Balladur comme premier ministre. 
Ayant succédé à François Mitterrand en 1995, Jacques Chirac est confronté aux mêmes problèmes avant d'être lui-même contraint de cohabiter, durant cinq ans, avec Lionel Jospin comme premier ministre. En 2002, Jacques Chirac est réélu face à Jean-Marie Le Pen, après un premier tour qui aura vu l'élimination surprise de Lionel Jospin. En 2007, Nicolas Sarkozy succède à Jacques Chirac, après avoir battu Ségolène Royal lors de l'élection présidentielle. Il doit faire face à la crise financière de 2007-2008 venue des États-Unis. 